# Maurice Richard Trophy
Il Maurice Richard Trophy, noto anche come Maurice "Rocket" Richard Trophy, è un premio istituito dalla National Hockey League e consegnato al giocatore capace di segnare il maggior numero di reti nella stagione regolare. Fu donato alla NHL da parte dei Montreal Canadiens nella stagione 1998-99 e deve il suo nome alla leggenda della formazione canadese, l'ala destra Maurice Richard. Il detentore del trofeo è il giocatore dei Washington Capitals Aleksandr Ovečkin, capace di segnare 50 reti nel corso della stagione 2015-16.

## Storia
Il Maurice "Rocket" Richard Trophy fu donato dai Montreal Canadiens alla NHL nel 1999, ed il primo giocatore ad essere premiato fu il finlandese Teemu Selänne, autore di 47 reti. Il trofeo è dedicato alla memoria di Maurice "Rocket" Richard, giocatore che trascorse tutta la sua carriera, diciotto stagioni, con la maglia dei Canadiens. Per cinque volte fu il miglior marcatore della NHL e fu il primo giocatore della lega a superare la quota delle 500 reti segnate. Nella stagione 1944-45 Richard diventò il primo giocatore capace di segnare 50 reti in una singola stagione regolare, riuscendovi in 50 partite disputate. Nonostante le numerose reti segnate Richard non vinse mai l'Art Ross Trophy, premio assegnato al giocatore con più punti raccolti in stagione.
Nonostante spesso i vincitori dell'Art Ross Trophy si impongano anche nell'Hart Memorial Trophy come MVP della lega, solo Aleksandr Ovečkin e Corey Perry sono riusciti a conquistare sia il Richard che l'Hart nella stessa stagione; Ovečkin vi riuscì per due stagioni consecutive nel 2007-08 e nel 2008-09. Prima della creazione del Richard Trophy furono undici i giocatori a conquistare l'Hart Trophy nella stessa stagione in cui si classificarono al primo posto per numero di reti segnate.
A differenza dell'Art Ross Trophy per il Richard Trophy non esistono norme specifiche in caso di parità. Al termine della stagione 2003-04 furono addirittura tre i giocatori ad aver messo a segno lo stesso numero di reti, Jarome Iginla, Il'ja Koval'čuk e Rick Nash. La seconda occasione in cui vi fu un'assegnazione a pari merito fu nella stagione 2009-10, quando sia Sidney Crosby che Steven Stamkos segnarono 51 reti. Rick Nash è il giocatore più giovane che abbia mai vinto il trofeo, conquistandolo a soli 19 anni. Pavel Bure, Jarome Iginla, Steven Stamkos e Sidney Crosby hanno conquistato il trofeo per due volte, mentre Aleksandr Ovečkin è l'unico ad aver vinto il titolo per otto volte.

## Albo d'oro

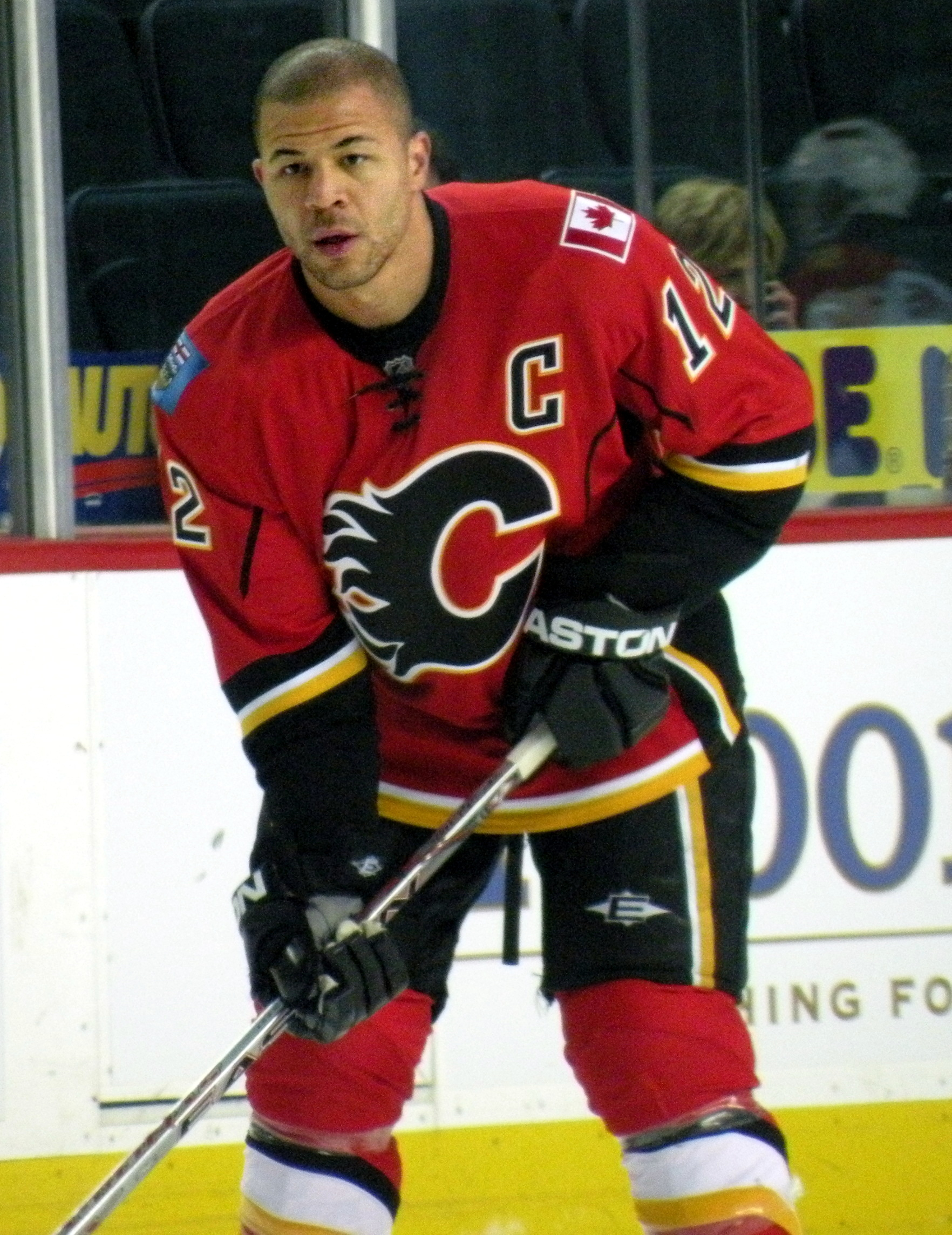
Jarome Iginla, due volte vincitore.

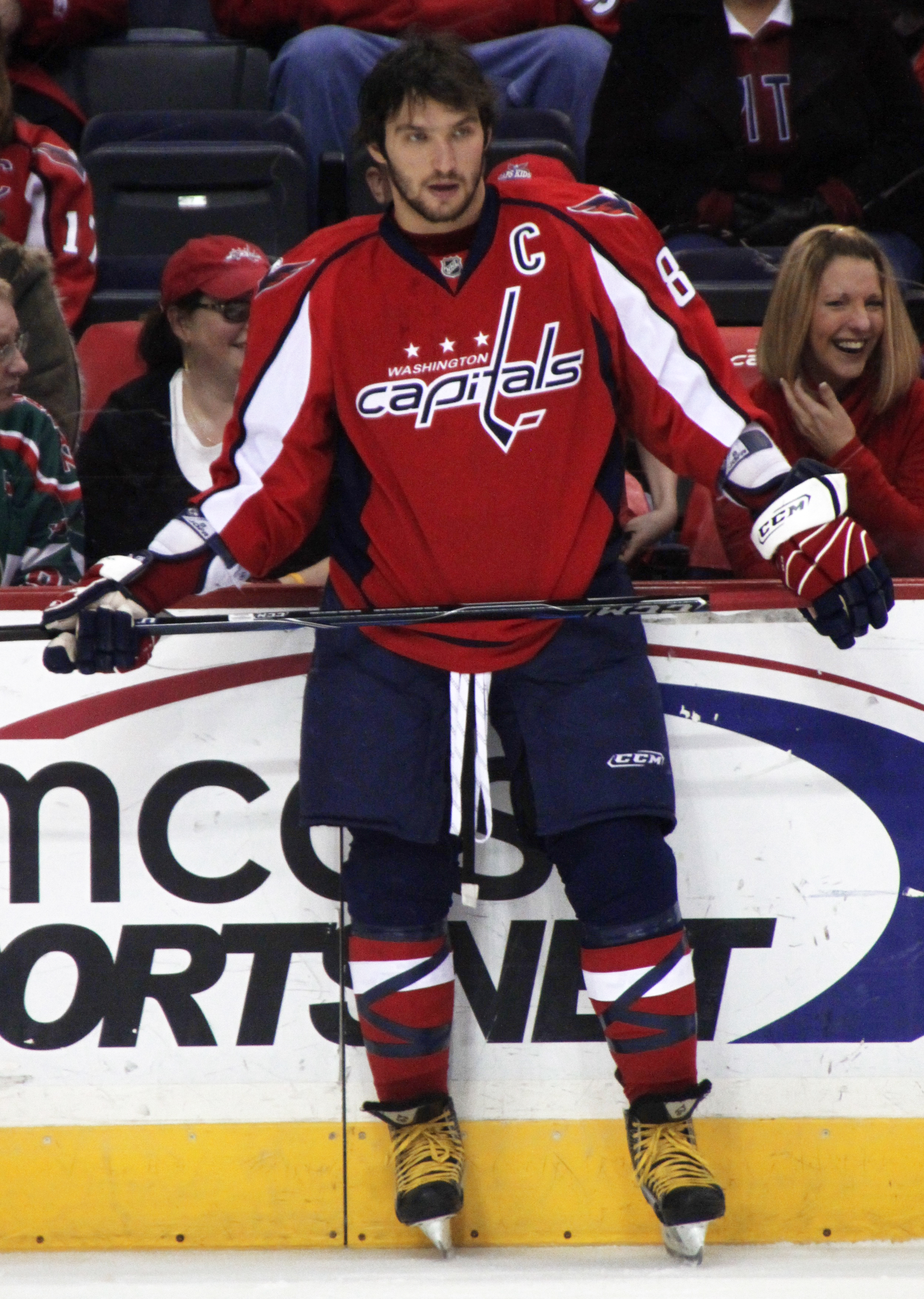
Aleksandr Ovečkin, otto volte vincitore.

Legenda
     Giocatore ancora in attività nella NHL
| Stagione  | Vincitore                            | Squadra                              | Punti                                | Titolo #                             |
| --------- | ------------------------------------ | ------------------------------------ | ------------------------------------ | ------------------------------------ |
| 1998-99   | Teemu Selanne                        | Mighty Ducks of Anaheim              | 47                                   | 1                                    |
| 1999-2000 | Pavel Bure                           | Florida Panthers                     | 58                                   | 1                                    |
| 2000-01   | Pavel Bure                           | Florida Panthers                     | 59                                   | 2                                    |
| 2001-02   | Jarome Iginla                        | Calgary Flames                       | 52                                   | 1                                    |
| 2002-03   | Milan Hejduk                         | Colorado Avalanche                   | 50                                   | 1                                    |
| 2003-04   | Jarome Iginla                        | Calgary Flames                       | 41                                   | 2                                    |
| 2003-04   | Il'ja Koval'čuk                      | Atlanta Thrashers                    | 41                                   | 1                                    |
| 2003-04   | Rick Nash                            | Columbus Blue Jackets                | 41                                   | 1                                    |
| 2004-05   | Premio non assegnato per il lockout. | Premio non assegnato per il lockout. | Premio non assegnato per il lockout. | Premio non assegnato per il lockout. |
| 2005-06   | Jonathan Cheechoo                    | San Jose Sharks                      | 56                                   | 1                                    |
| 2006-07   | Vincent Lecavalier                   | Tampa Bay Lightning                  | 52                                   | 1                                    |
| 2007-08   | Aleksandr Ovečkin                    | Washington Capitals                  | 65                                   | 1                                    |
| 2008-09   | Aleksandr Ovečkin                    | Washington Capitals                  | 56                                   | 2                                    |
| 2009-10   | Sidney Crosby                        | Pittsburgh Penguins                  | 51                                   | 1                                    |
| 2009-10   | Steven Stamkos                       | Tampa Bay Lightning                  | 51                                   | 1                                    |
| 2010-11   | Corey Perry                          | Anaheim Ducks                        | 50                                   | 1                                    |
| 2011-12   | Steven Stamkos                       | Tampa Bay Lightning                  | 60                                   | 2                                    |
| 2012-13   | Aleksandr Ovečkin                    | Washington Capitals                  | 32                                   | 3                                    |
| 2013-14   | Aleksandr Ovečkin                    | Washington Capitals                  | 51                                   | 4                                    |
| 2014-15   | Aleksandr Ovečkin                    | Washington Capitals                  | 53                                   | 5                                    |
| 2015-16   | Aleksandr Ovečkin                    | Washington Capitals                  | 50                                   | 6                                    |
| 2016-17   | Sidney Crosby                        | Pittsburgh Penguins                  | 44                                   | 2                                    |
| 2017-18   | Aleksandr Ovečkin                    | Washington Capitals                  | 49                                   | 7                                    |
| 2018-19   | Aleksandr Ovečkin                    | Washington Capitals                  | 51                                   | 8                                    |
| 2019-20   | Aleksandr Ovečkin                    | Washington Capitals                  | 48                                   | 9                                    |
| 2019-20   | David Pastrnak                       | Boston Bruins                        | 48                                   | 1                                    |
| 2020-21   | Auston Matthews                      | Toronto Maple Leafs                  | 41                                   | 1                                    |
| 2021-22   | Auston Matthews                      | Toronto Maple Leafs                  | 60                                   | 2                                    |